# Crunchbase
Crunchbase — платформа для пошуку бізнес-інформації про приватні та державні компанії. Зібрана інформація охоплює дані про інвестиції та фінансування, інформацію про засновників та осіб на керівних посадах, злиття та поглинання, новини та тенденції в галузі. Спершу, створений для відстеження стартапів, сьогодні вебсайт Crunchbase містить інформацію про державні та приватні компанії в глобальному масштабі. Серед сервісів схожих на CrunchBase: Tracxn, CB Insights, Mattermark та Datafox.

## Історія
Спочатку Crunchbase був заснований у 2007 році Майклом Аррінгтоном як сайт для відстеження стартапів, які материнська компанія TechCrunch описувала у статтях. З 2007 по вересень 2015 року TechCrunch підтримував контроль над базою даних Crunchbase.
У вересні 2010 року AOL придбала TechCrunch і Crunchbase як одну з портфельних компаній TechCrunch.
У листопаді 2013 року AOL вступила в суперечку зі стартапом Pro Populi щодо використання компанією всього набору даних Crunchbase у програмах, які Pro Populi розробив, попри те, що вони поширювали дані за ліцензією Creative Commons CC-BY. Pro Populi був представлений Фондом Electronic Frontier. AOL зрештою визнала, що Pro Populi може продовжувати використовувати набір даних, але прийняла ліцензію CC BY-NC для майбутніх версій.
У 2014 році Crunchbase додала інкубатори, партнерів з венчурного капіталу та нову функцію таблиці лідерів до бази даних стартапів.
У 2015 році Crunchbase відокремилася від AOL/Verizon/TechCrunch і стала приватною компанією. У вересні 2015 року Crunchbase оголосила про отримання коштів у розмірі 6,5 мільйонів доларів, залучених від Emergence Capital. У 2016 році компанія змінила бренд з CrunchBase на Crunchbase і випустила свій перший продукт: Crunchbase Pro.
У квітні 2017 року Crunchbase оголосила про отримання 18 мільйонів доларів від Mayfield Fund. Разом з тим Crunchbase випустив два нових продукти — Crunchbase Enterprise і Crunchbase for Applications.
У 2018 році Crunchbase запустила "Crunchbase Marketplace". У жовтні 2019 року Crunchbase оголосила залучення 30 мільйонів доларів в новому раунді інвестицій на чолі з Omers Ventures.